# Conjunto nulo
En análisis matemático, un conjunto nulo {\displaystyle N\subset \mathbb {R} } es un conjunto medible que tiene medida cero. Se puede caracterizar como un conjunto que puede ser recubierto mediante una unión numerable de intervalos de longitud total arbitrariamente pequeña.
La noción de conjunto nulo no debe confundirse con la de conjunto vacío como se define en teoría de conjuntos. Aunque el conjunto vacío tiene medida de Lebesgue cero, también hay conjuntos no vacíos que son conjuntos nulos. Por ejemplo, cualquier conjunto contable no vacío de números reales tiene la medida de Lebesgue cero y, por lo tanto, es nulo.
De manera más general, en un espacio de medida {\displaystyle M=(X,\Sigma ,\mu )} dado, un conjunto nulo es un conjunto {\displaystyle S\subset X} tal que {\displaystyle \mu (S)=0}.

## Ejemplo
Cada subconjunto finito o numerablemente infinito de los números reales es un conjunto nulo. Por ejemplo, el conjunto de números naturales y el conjunto de números racionales son numerablemente infinitos y, por lo tanto, son conjuntos nulos cuando se consideran subconjuntos de los números reales.
El conjunto de Cantor es un ejemplo de un conjunto nulo incontable.

## Definición
Supóngase que {\displaystyle A} es un subconjunto de la recta real {\displaystyle \mathbb {R} } tal que
{\displaystyle \forall \varepsilon >0,\ \exists \left\{U_{n}\right\}_{n}:U_{n}=(a_{n},b_{n})\subset \mathbb {R} :\quad A\subset \bigcup _{n=1}^{\infty }U_{n}\ \land \ \sum _{n=1}^{\infty }\left|U_{n}\right|<\varepsilon \,,}
donde Un son intervalos y |U| es la longitud de U. Entonces A es un conjunto nulo, también conocido como un conjunto de contenido cero.
En la terminología del análisis matemático, esta definición requiere que haya una sucesión (matemática) de recubrimiento de A para la que el límite de las longitudes de los recubrimientos sea cero.

## Propiedades
El conjunto vacío es siempre un conjunto nulo. De manera más general, cualquier  unión numerable de conjuntos nulos es un conjunto nulo. Cualquier subconjunto medible de un conjunto nulo es en sí mismo un conjunto nulo. Juntos, estos hechos muestran que los conjuntos m-nulos de  X  forman un ideal sigma en X. De manera similar, los conjuntos m-nulos mensurables forman un ideal sigma del σ-álgebra de conjuntos mesurables. Por lo tanto, los conjuntos nulos se pueden interpretar como conjuntos insignificantes, definiendo la noción de casi en todas partes.

## Medida de Lebesgue
La medida de Lebesgue es la forma estándar de asignar una longitud, área o volumen a subconjuntos de un espacio euclídeo.
Un subconjunto N de {\displaystyle \mathbb {R} } tiene una medida de Lebesgue nula y se considera un conjunto nulo en {\displaystyle \mathbb {R} } si y solo si:
Dado cualquier número positivo ε, existe una sucesión {In} de intervalos en {\displaystyle \mathbb {R} } tal que N está contenido en la unión de {In} y la longitud total de la unión es menor que ε.
Esta condición se puede generalizar a {\displaystyle \mathbb {R} ^{n}}, usando n-cubos en lugar de intervalos. De hecho, la idea puede tener sentido en cualquier variedad de Riemann, incluso si no hay una medida de Lebesgue allí.
Por ejemplo:
- Con respecto a {\displaystyle \mathbb {R} ^{n}}, todos los conjuntos unitarios son nulos y, por lo tanto, todos los conjuntos numerables son nulos. En particular, el conjunto Q de los números racionales es un conjunto nulo, a pesar de ser denso en {\displaystyle \mathbb {R} }.
- La construcción estándar del conjunto de Cantor es un ejemplo de un conjunto no numerable nulo en {\displaystyle \mathbb {R} }; sin embargo, son posibles otras construcciones que asignan al conjunto de Cantor cualquier medida.
- Todos los subconjuntos de {\displaystyle \mathbb {R} ^{n}} cuya dimensión es menor que n tienen una medida de Lebesgue nula en {\displaystyle \mathbb {R} ^{n}}. Por ejemplo, las líneas rectas o los círculos son conjuntos nulos en {\displaystyle \mathbb {R} ^{2}}.
- Teorema de Sard: el conjunto de valores críticos de una función suave tiene medida cero.

Si λ es la medida de Lebesgue de {\displaystyle \mathbb {R} } y π es la medida de Lebesgue de {\displaystyle \mathbb {R} ^{2}}, entonces la medida producto {\displaystyle \lambda \times \lambda =\pi }. En términos de conjuntos nulos, la siguiente equivalencia se ha denominado teorema de Fubini:
- Para {\displaystyle A\subset \mathbb {R} ^{2}} y {\displaystyle A_{x}=\{y:(x,y)\in A\},} {\displaystyle \pi (A)=0\iff \lambda \left(\left\{x:\lambda \left(A_{x}\right)>0\right\}\right)=0.}

## Usos
Los conjuntos nulos juegan un papel clave en la definición de la integral de Lebesgue: si las funciones f y g son iguales excepto en un conjunto nulo, entonces f es integrable si y solo si g lo es, y sus integrales son iguales. Esto motiva la definición formal de espacios Lp como conjuntos de clases de equivalencia de funciones que difieren solo en conjuntos nulos.
Una medida en la que todos los subconjuntos de conjuntos nulos son medibles es completa. Cualquier medida incompleta se puede completar para formar una medida completa afirmando que los subconjuntos de conjuntos nulos tienen medida cero. La medida de Lebesgue es un ejemplo de medida completa; en algunas construcciones, se define como la finalización de una medida de Borel incompleta.

### Subconjunto del conjunto de Cantor que no es medible según el criterio de Borel
En este caso, la medida de Borel no está completa. Una construcción simple es comenzar con el conjunto de Cantor estándar K, que es cerrado y por lo tanto Borel medible, y que tiene medida cero, para encontrar un subconjunto F de K que no es medible según Borel. Dado que la medida de Lebesgue está completa, este F es, por supuesto, medible según Lebesgue.
Primero, se tiene que saber que todo conjunto de medidas positivas contiene un subconjunto no medible. Sea f la función de Cantor, una función continua que es localmente constante en Kc y aumenta monótonamente en [0, 1], con f(0) = 0 y f(1) = 1. Obviamente, f(Kc) es contable, ya que contiene un punto por componente de Kc. Por lo tanto, f(Kc) tiene medida cero, por lo que f(K) tiene medida uno. Se necesita una función monótona estrictamente, así que se considera g(x) = f(x) + x. Dado que g(x) es estrictamente monótona y continua, es un homeomorfismo. Además, g(K) tiene medida uno. Sea E ⊂ g(K) no medible y sea F = g−1(E). Debido a que g es inyectiva, se tiene ese F ⊂ K, por lo que F es un conjunto nulo. Sin embargo, si fuera medible según Borel, entonces g(F) también sería medible según Borel (aquí se usa el hecho de que la preimagen de un conjunto de Borel establecido por una función continua es medible; g(F) = (g−1)−1(F) es la preimagen de F a través de la función continua h = g−1). Por lo tanto, F es un conjunto medible nulo, pero no de Borel.

## Conjunto nulo de Haar
En un espacio de Banach separable (X, +), la operación de grupo mueve cualquier subconjunto A ⊂ X según la traslación A + x para cualquier x ∈ X. Cuando hay una medida de probabilidad μ en el σ-álgebra de los subconjuntos de Borel de X, tal que para todo x, μ(A + x) = 0, A es un conjunto nulo de Haar.
El término se refiere a la invariancia nula de las medidas de traslación, asociándola con la invariancia completa encontrada con la medida de Haar.
Algunas propiedades algebraicas del grupo topológico se han relacionado con el tamaño de los subconjuntos y los conjuntos nulos de Haar.
Se han utilizado conjuntos nulos de Haar en grupos polacos para mostrar que cuando A no es un conjunto exiguo, A−1A contiene una vecindad abierta del elemento identidad. Esta propiedad lleva el nombre de Hugo Steinhaus, ya que es la conclusión del teorema de Steinhaus.

## Lecturas relacionadas
- Capinski, Marek; Kopp, Ekkehard (2005). Measure, Integral and Probability. Springer. p. 16. ISBN 978-1-85233-781-0.
- Jones, Frank (1993). Lebesgue Integration on Euclidean Spaces. Jones & Bartlett. p. 107. ISBN 978-0-86720-203-8.
- Oxtoby, John C. (1971). Measure and Category. Springer-Verlag. p. 3. ISBN 978-0-387-05349-3.

- Datos: Q1201815